# Animadversiones botanicae in Ranunculaceas
Animadversiones botanicae in Ranunculaceas (abreviado Animadv. Bot. Ranunc. Cand.) es un libro con ilustraciones y descripciones botánicas, escrito por el botánico alemán Diederich Franz Leonhard von Schlechtendal. Fue publicado en Berlín en 2 partes en los años 1819 al 1820, con el título de Animadversiones Botanicae in Ranunculeas Candollii.

## Publicaciones
- pt. 1. May-Jun 1819
- pt. 2. finales de 1820